# Mercantel
Mercantel ou saleiro é uma embarcação típica da Ria de Aveiro, usada no transporte de sal, mercadorias, gado e pessoas. Sua propulsão pode ser a vela, a vara ou a sirga.